# Buchholz in der Nordheide
Buchholz in der Nordheide é uma cidade da Alemanha localizada no distrito de Harburg, estado de Baixa Saxônia.